# 小倉武蔵
小倉 武蔵（おぐら むさし、1989年10月20日 - ）は、愛媛県出身の日本の柔道家。66kg級の選手。身長は174cm。組み手は左組み。得意技は背負投。

## 経歴
柔道は4歳の時に皿が嶺柔道会で始めた。川内中学3年の時に全国中学校柔道大会の60kg級で3位になった。埼玉栄高校へ進むと、3年の時にはインターハイ66kg級決勝で東海大第五高校の前野将吾を破って優勝した。全日本ジュニアでは3位だった。
2008年に筑波大学へ進学すると、1年の時には学生体重別の決勝で山梨学院大学の早野友樹を破って優勝した。2年の時には学生体重別の決勝で同じ筑波大学の同級生である田中浩平を破って2連覇を達成した。東アジア大会でも優勝を飾った。3年の時は体重別で3位となった。学生体重別も3位にとどまった。世界団体では決勝のブラジル戦で一本勝ちするなどチームの優勝に貢献した。4年の時には学生体重別の決勝で日体大の高上智史を破って、今大会2年ぶり3度目の優勝を飾った。
2012年には了徳寺学園の職員になると、2013年の実業個人選手権では決勝で松前柔道クラブの八巻祐を破って優勝した。2014年の実業個人選手権では決勝で八巻に敗れて2位だった。その後福岡県警の所属に変わると、2016年には全国警察柔道選手権大会で3位となった。　

## 主な戦績
- 2004年 -　全国中学校柔道大会 60kg級　3位
- 2007年 -　インターハイ　優勝
- 2007年 -　全日本ジュニア　3位
- 2008年　- フランスジュニア国際　優勝
- 2008年　- ロシアジュニア国際　2位
- 2008年　- 学生体重別　優勝
- 2009年　- 学生体重別　優勝
- 2009年　- 体重別団体　2位
- 2009年　- 東アジア大会　優勝
- 2010年　- 体重別　3位
- 2010年　- 学生体重別　3位
- 2010年　- 世界団体　優勝
- 2011年　- 学生体重別　優勝
- 2013年　- 実業個人選手権　優勝
- 2014年　- 実業個人選手権　2位
- 2016年 -　全国警察柔道選手権大会　3位

(出典、JudoInside.com)。